# Coordinatore dell'Unione Europea per la lotta al terrorismo
Il Coordinatore dell'Unione Europea per la lotta al terrorismo è un alto funzionario, posto all'inizio sotto la diretta autorità del Segretario generale del Consiglio, Alto rappresentante per la politica estera e di sicurezza comune poi, a seguito del Trattato di Lisbona, dell'Alto rappresentante dell'Unione per gli affari esteri e la politica di sicurezza.

## Storia
Dal 2002 il terrorismo è apparso come una preoccupazione per la sicurezza europea. Quell'anno è stato oggetto di una decisione quadro pubblicata nella Gazzetta ufficiale delle Comunità europee.
Il 25 marzo 2004, a seguito degli Attentati di Madrid dell'11 marzo 2004, il Consiglio dell'Unione Europea crea la figura del coordinatore europeo antiterrorismo.
Dopo gli Attentati di Parigi del 13 novembre 2015, la Francia chiede assistenza bilaterale agli Stati membri ai sensi dell'articolo 42, paragrafo 7. Il 28 aprile 2015 la Commissione Europea adotta l'Agenda Europea per la Sicurezza, in cui la lotta al terrorismo è considerata una priorità. Il 1 gennaio 2016 nasce all'Aja il Centro europeo antiterrorismo su richiesta di Europol.
L'Unione europea ha fissato l'11 marzo come la giornata europea in memoria di tutte le vittime degli attentati terroristici in Europa e nel resto del mondo. La data è stata scelta in quanto commemora le 191 persone morte e le circa 1800 ferite durante gli attentati dell'11 marzo 2004 avvenuti sui quattro treni madrileni che esplosero mentre le persone si recavano al lavoro.

## Funzione
Il ruolo del coordinatore fissato dal Consiglio dell'Unione Europea è il seguente: 
- coordinare i lavori del Consiglio nella lotta al terrorismo
- presentare raccomandazioni politiche e proporre al Consiglio settori prioritari d'azione
- monitorare l'attuazione della strategia antiterrorismo dell'UE
- mantenere una visione d'insieme di tutti gli strumenti dell'UE, riferire al Consiglio e assicurare il follow-up delle decisioni del Consiglio
- coordinarsi con i competenti organi preparatori del Consiglio, la Commissione e il SEAE
- assicurare che l'UE svolga un ruolo attivo nella lotta al terrorismo
- migliorare la comunicazione tra l'UE e i paesi terzi.[7]

Il primo Coordinatore europeo per la lotta contro il terrorismo fu l'olandese Gijs de Vries, che ricoprì l'incarico da marzo 2004 a marzo 2007. Il 19 settembre 2007 fu nominato il belga Gilles de Kerchove, ex-responsabile della sezione Giustizia e affari Interni.